# Heteropoda lunula
Espèce
Synonymes
- Olios lunula Doleschall, 1857
- Tortula gloriosa Simon, 1880
- Tortula simoni Karsch, 1884
- Holconia beccarii Thorell, 1890
- Isopeda beccarii malangana Strand, 1907
- Heteropoda holzi Strand, 1907

Heteropoda lunula est une espèce d'araignées aranéomorphes de la famille des Sparassidae.

## Distribution
Cette espèce se rencontre en Indonésie à Java, au Moluques, au Kalimantan et à Sumatra, à Singapour, en Malaisie et du Viêt Nam à l'Inde,.

## Habitat
Cette espèce vit dans les forêts tropicales.

## Description

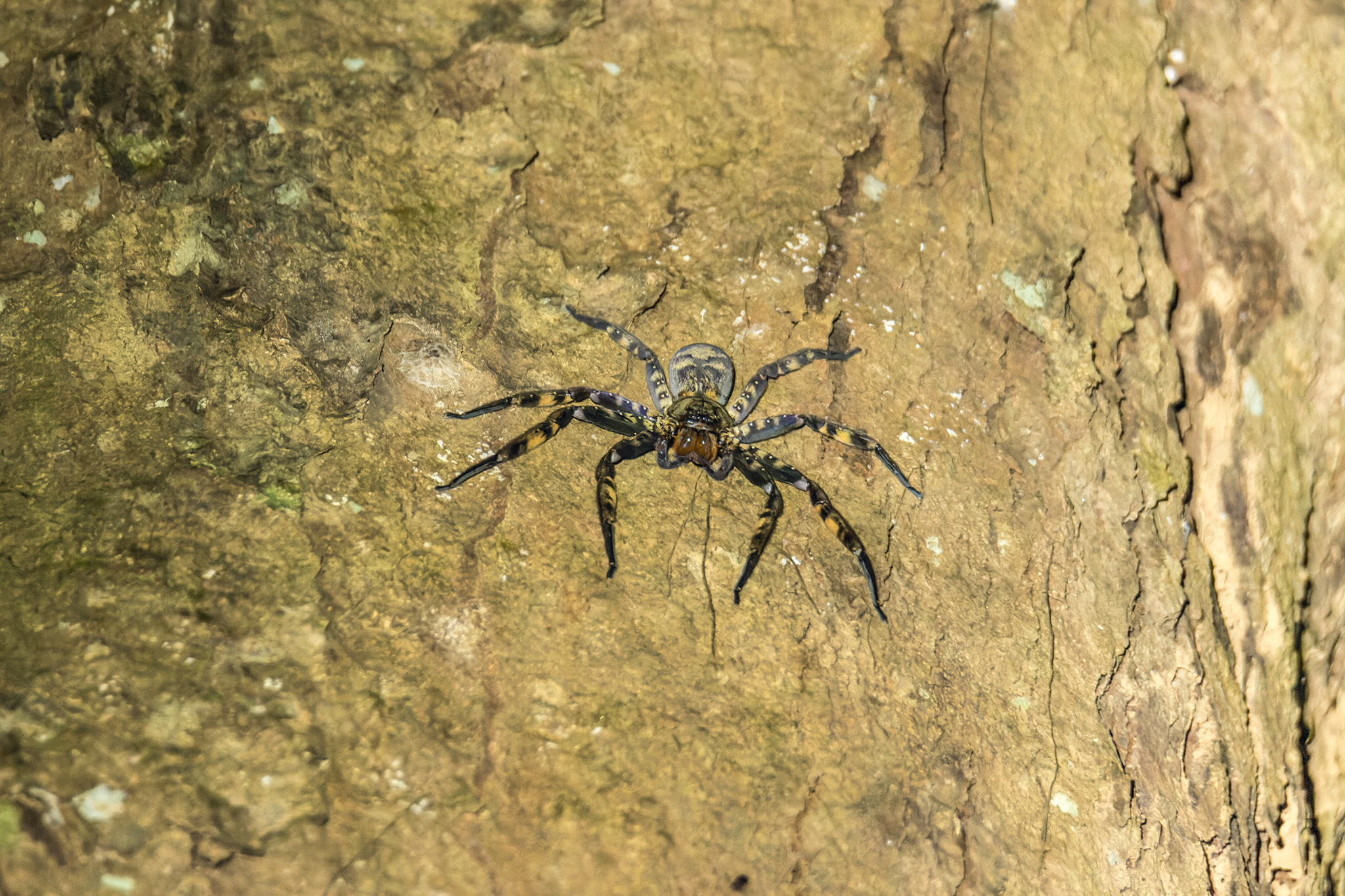
Heteropoda lunula

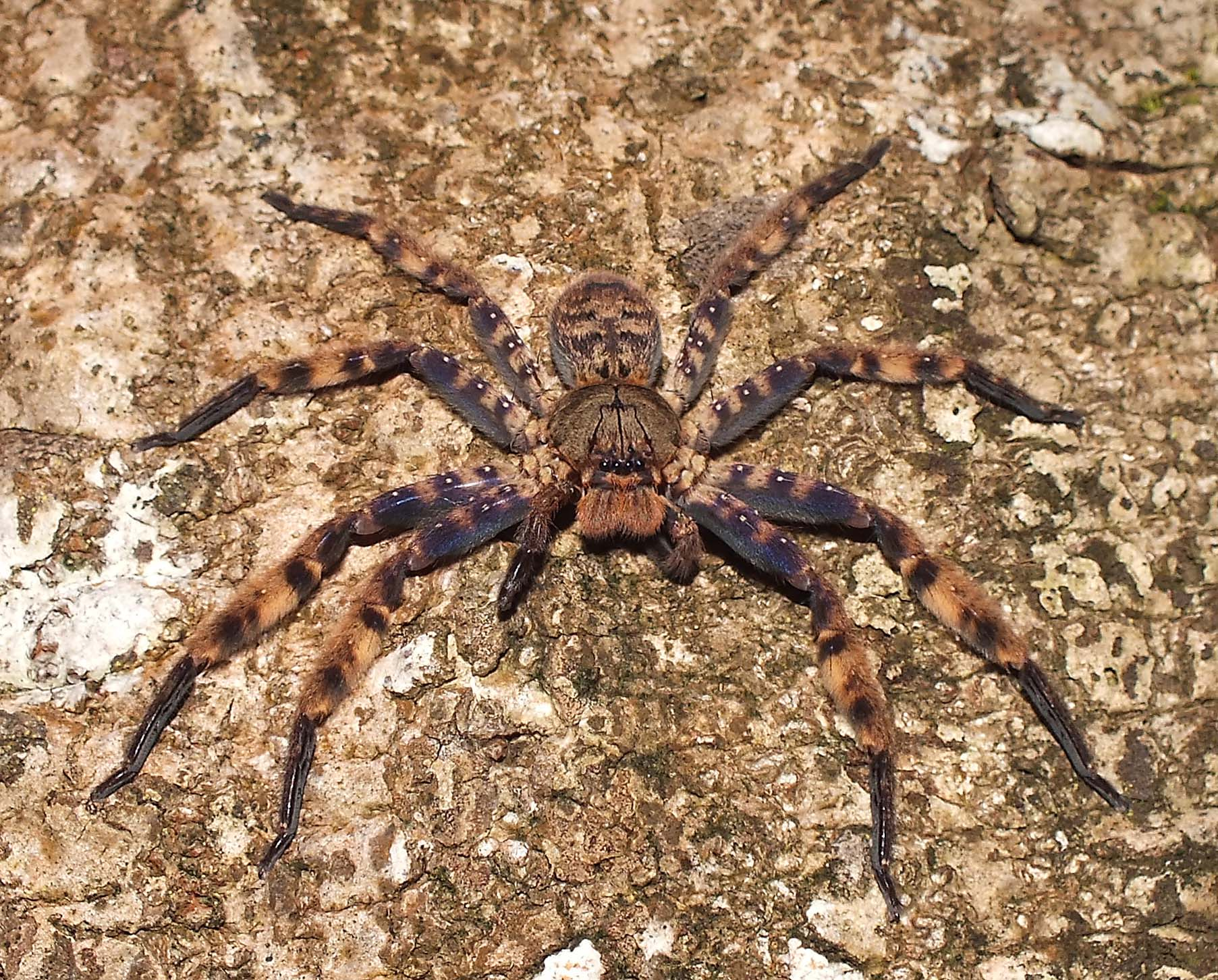
Heteropoda lunula

C'est une grande espèce, la femelle peut mesurer 5 à 6 cm de corps pour une bonne quinzaine de centimètres d'envergure, le mâle est plus frêle mais peut avoir une envergure supérieure à celle de la femelle, jusqu'à 18 ou 20 cm, voire plus. Elle est de couleur violet ou marron.

## Systématique et taxinomie
Cette espèce a été décrite sous le protonyme Olios lunula par Doleschall en 1857. Elle est placée en synonymie avec Heteropoda thoracica par Thorell en 1878. Elle est relevée de synonymie par Jäger en 2002.
Tortula gloriosa, Tortula simoni, Holconia beccarii, Isopeda beccarii malangana et Heteropoda holzi a été placée en synonymie par Jäger en 2002.

## En captivité
Cette espèce est assez courante en terrariophilie.

## Publication originale
- Doleschall, 1857 : « Bijdrage tot de kennis der Arachniden van den Indischen Archipel. » Natuurkundig Tijdschrift voor Nederlandsch-Indie, vol. 13, p. 399-434.